# Andrena tscheki
Andrena tscheki är en biart som beskrevs av Morawitz 1872. Andrena tscheki ingår i släktet sandbin, och familjen grävbin. Inga underarter finns listade i Catalogue of Life.
Arten förekommer i centrala, östra och södra Europa samt i västra Asien från Schweiz till Kaukasus och söderut till Israel. Individerna lever i gräsmarker och fortplantningen sker mellan mars och maj. Honor samlar pollen från olika växter som lomme, liten stenört, ängsbräsma, sommargyllen, sälg, hästhov, Taraxacum offcinalis, Potentilla verna och arter av släktet Gagea.
Beståndet påverkas i viss mån av landskapsförändringar och bekämpningsmedel. Populationens storlek är okänd. IUCN listar arten med kunskapsbrist (DD).